# Eduard Bloch
Eduard Bloch   (Hluboká nad Vltavou, 30 de gener de 1872 - Bronx, 1 de juny de 1945) va ser un doctor jueu austríac que es dedicava a exercir la seva professió a Linz (Àustria). Fins al 1907, Bloch era el metge de la família d'Adolf Hitler. Hitler va adjudicar posteriorment a Bloch una protecció especial després de l'annexió nazi d'Àustria.

## Primers anys
Bloch va néixer a Frauenberg (avui Hluboká nad Vltavou, República Txeca), va estudiar medicina a Praga i després va servir com a oficial mèdic a l'exèrcit austríac. Va estar destinat a Linz des de 1899 fins a la seva llicència el 1901, moment en què va hi obrir una consulta mèdica privada. La seva consulta era a la casa barroca de Landstrasse 12, on també va viure amb la seva família: la seva dona, Emilie (née Kafka) i la seva filla Trude, nascuda el 1903. Segons el futur alcalde de Linz, Ernst Koref, Bloch era tingut en gran consideració, especialment entre les classes socials inferiors i indigents. Se sabia generalment que en qualsevol moment de la nit estava disposat a visitar els pacients. Solia fer les visites en hansom, amb un barret vistós d'ala ampla. Com la majoria dels jueus de Linz en aquell moment, la família Bloch eren assimilats.

## Metge de la família Hitler
El primer membre de la família Hitler que Bloch va veure fou Adolf Hitler. El 1904, Hitler s'havia posat greument malalt i estava postrat al llit a causa d'una greu malaltia pulmonar. Per això, se li va permetre abandonar la seva carrera escolar i tornar a casa. No obstant això, després de revisar l'historial de Hitler, Bloch va sostenir més tard que havia tractat el jove només per malalties menors, com refredats o amigdalitis i que Hitler no havia estat ni robust ni malaltís. També va afirmar que Hitler no tenia cap malaltia, i molt menys una malaltia pulmonar.
El 1907, la mare de Hitler, Klara Hitler, va ser diagnosticada amb càncer de mama. Va morir el 21 de desembre després d'haver patit intensos problemes de medicació diària amb iodoform, un tractament corrosiu pudent i dolorós que en aquella època s'utilitzava i que fou receptat per Bloch. A causa de la pobra situació econòmica de la família Hitler, Bloch va cobrar preus reduïts i, de vegades, no cobrava res. Hitler, que tenia 18 anys, li va concedir la seva "gratitud eterna" per aquest ( "Ich werde Ihnen ewig dankbar sein "" ). Això es va mostrar el 1908 quan Hitler va escriure a Bloch una postal que li assegurava la seva gratitud i reverència que va expressar amb regals fets a mà, com ara una gran pintura mural que, segons la filla de Bloch, Gertrude (Trude) Kren (nascuda el 1903 a Àustria, va morir el 1992 als EUA) es va perdre amb el pas del temps. Fins i tot el 1937, Hitler va preguntar sobre el benestar de Bloch i el va anomenar "Edeljude" ("jueu noble"). Pel que sembla, Bloch també va tenir una especial afició per a la família hitleriana, que havia de servir-li bé en el futur.

## Emigració
Després de l'annexió d'Àustria per Alemanya el març de 1938 (Anschluss), la vida dels "jueus austríacs" es va fer més difícil. Després de tancar la pràctica mèdica de Bloch l'1 d'octubre de 1938, la seva filla i gendre, el jove company de Bloch, el Dr. Franz Kren (nascut el 1893 a Àustria, mort als Estats Units el 1976), van emigrar a l'estranger.
Bloch, de 66 anys, va escriure una carta a Hitler demanant ajuda i va ser sotmès a una protecció especial per la Gestapo. Va ser l'únic jueu de Linz amb aquest estatus. Bloch es va quedar a casa amb la seva dona fins que els tràmits per la seva emigració als Estats Units van ser complets.
Sense cap interferència per part de les autoritats, van poder vendre la seva llar a preus de mercat, cosa molt infreqüent amb les vendes forçades dels jueus que emigraven en aquella època. A més, van poder endur-se del país l'equivalent de 16 Reichsmark; la quantitat habitual permesa als jueus era només de 10 Reichsmark.
El 1940, Bloch va emigrar als Estats Units i es va establir al Bronx, 2755 Creston Avenue, Nova York però no va poder fer de metge perquè el seu títol d'Àustria-Hongria no era reconegut. Va morir de càncer d'estómac el 1945 a l'edat de 73 anys, amb prou feines un mes després de la mort de Hitler. Està enterrat a Beth David Cemetery, Section D, Block 3, Elmont, Nova York.